# 立野記代
立野 記代（たての のりよ、1965年12月1日 - ）は、日本の元女子プロレスラー。栃木県足利市出身。

## 所属
- 全日本女子プロレス（1981年 - 1991年）
- LLPW（1992年 - 2010年）
- フリー（2010年）

## 経歴・戦歴
1981年、全日本女子プロレス入団。デビュー戦は同年7月12日、地元足利市民体育館興行での対坂本一恵戦である。同年の新人王決定トーナメントでは準優勝を飾る。
1982年8月10日、福島市体育館で長与千種の保持する全日本ジュニア王座に挑戦。大方の予想を覆し、強引な押さえ込みでベルトを奪取した。以降順調に4度の防衛を重ねたが、1984年正月、数年前のトラウマの払拭に臨んだ長与のハーフハッチの前に陥落。王座を明け渡した。
1986年1月、長与千種の膝負傷で返上となったクラッシュギャルズのWWWA世界タッグ王座を、山崎五紀とのコンビでブル中野、コンドル斉藤と争い、新王者に。WWWA世界タッグ王座は、復活したクラッシュギャルズにすぐ奪い返されたが、引き続きクラッシュの有力な対抗馬として、会社側からのプッシュを受ける。3月にはチーム名を“JBエンジェルス”と正式決定し、CBSソニーよりレコードデビュー。「CHANCE×3」、「青春のエンブレム」、「星屑のダンス天国」の3枚のシングルと、アルバム「ファーストフライト」をリリース。TBSの学園ドラマ「夏・体験物語2」にレギュラー出演した。また個人で、週刊プレイボーイ誌のグラビアにも起用されたこともある。
1987年、当時のWWF海外進出部長のオファーにより、JBエンジェルスとしてWWF（現：WWE）に参戦。2ヶ月の短期サーキットであったが、メインイベントにも出場した。その後、一時帰国を経て、PPVイベントのサバイバー・シリーズ 1987に出場。5対5のエリミネーションマッチに参戦し、山崎と共に最後まで生き残って勝利した。また、ロイヤルランブル 1988ではレイラニ・カイ＆ジュディ・マーチンのグラマー・ガールズに勝利し、WWF世界女子タッグ王座を獲得した。
多くの試合に出場する中で人気を博したことで、現地でCMにも出演していたが、1988年の6月に全女とWWFの間でトラブルが起こり、参戦が立ち消えとなった。
1991年に一旦引退し、全女のビデオ解説や、全女が経営していたカラオケボックスの店長をしていたが、1992年のLLPW旗揚げに参加とともに現役復帰。
2010年7月に、所属していたLLPWを『会社として機能していない』という理由で退団した。さらに病を患ったことを理由に10月に行われる自主興行で引退することが発表された。
2010年10月10日、新宿FACEにてプロレスリングWAVE協力の下「立野記代30周年&現役引退興行 〜ファイナルネックブリーカー〜」を開催。メインイベントでLLPW時代の同僚GAMIと組み、同じくLLPW時代の同僚ハーレー斉藤、GAMIの愛弟子で立野同様北米でも活躍している栗原あゆみとタッグマッチを行った。試合は立野が栗原のリストクラッチ式の変形裏投げにより3カウントを取られた。
引退後は現役時代より親友のハーレー斉藤と共同経営していたバーの仕事に専念していたが、ハーレーが逝去後には一人で切り盛りしている。
2017年9月29日に新宿FACEにて行われた、『全女AGAIN～FOREVER SPIRIT～』に来場した。

## エピソード
- アイドルレスラーであり、「女子プロレス界の聖子ちゃん」と呼ばれていた。
- 一年先輩のライオネス飛鳥やダンプ松本とは入団当時から全女の寮のルームメイトで特に仲が良かったと語っており、寮を出てからも当時はお互いにお金がなかったために暫くは3人で共同生活をするほどの仲良しだったという。
- ダンプや後輩のブル中野などのレスラー仲間からは『記さん』と呼ばれており、特にダンプとは現在も仲良しで彼女のブログにもよく登場する。
- 長与千種の保持する全日本ジュニア王座に挑戦する際、フジテレビのプロレス担当ディレクターが「お前には無理。勝ったら10万円やる」と言ったが、本当に勝利したため10万円を立野に贈呈した。
- アメリカのジャーナリストに「我々が知っている日本のプロスポーツ選手はゴルファーの岡本綾子とプロレスラーのジャンピング・ボム・エンジェルスだけだよ」と言われたが、当時の私たちはそれがどれだけ凄いことかわからなかったと後に述懐した[4]。

## 得意技
- ジャーマン・スープレックス
- フライング・ネックブリーカー・ドロップ
- ジャンピング・ニー・バット
- ロメロ・スペシャル
- ドロップキック
- 飛び付き回転エビ固め

## 入場テーマ曲
- Wild & Mild（若手時代に使用。元々は佐藤ちののテーマ曲）
- Heart Beat

## 獲得タイトル
- WWWA世界タッグ王座
- オールパシフィック王座
- 全日本ジュニア王座
- WWF世界女子タッグ王座
- LLPW認定シングル王座
- LLPW認定6人タッグ王座

## テレビドラマ出演
- 新大江戸捜査網 第22話「恐怖! 妖女軍団」（1984年9月1日、テレビ東京） - おたき